# Myotis nesopolus
Myotis nesopolus é uma espécie de morcego da família Vespertilionidae.
Pode ser encontrada nos seguintes países: Colômbia, Antilhas Holandesas e Venezuela.